# BMW /7-serie
De BMW /7-serie is een serie motorfietsen van het merk BMW. Deze serie werd geproduceerd vanaf 1976.

## Voorgeschiedenis

### 1969: /5-serie
In 1969 had BMW rigoureuze maatregelen genomen om te kunnen concurreren met de opkomende Italiaanse en vooral Japanse merken. De /5-serie verving de "Vollschwingen BMW's" met hun ouderwetse uiterlijk, plunjervering en schommelvoorvorken. De /5-serie kwam waarschijnlijk net op tijd op de markt. De Vollschwingen BMW's hadden het merk door de moeilijke tijden in de jaren vijftig gesleept, maar waren absoluut niet meer geschikt om de opkomende markt in de jaren zeventig te bedienen.

#### Technische vernieuwingen

##### Rijwielgedeelte
De nieuwe machines R 50/5, R 60/5 en R 75/5 hadden geheel vernieuwde frames, die veel weg hadden van het Norton Featherbed frame en telescoopvorken.

##### Motor
Ook motorisch waren er flinke vernieuwingen doorgevoerd. De krukas draaide voortaan in glijlagers, evenals de drijfstangen. Een heel belangrijke wijziging was de verplaatsing van de nokkenas. Doordat die nu onder de krukas lag, konden de stoterstangen naar de onderkant van de cilinders verhuizen. Die cilinders kwamen daardoor hoger te zitten, waardoor er meer grondspeling ontstond en de hellingshoek in bochten groter werd. Bovendien kwam het zwaartepunt van de motor lager te liggen. De elektrische installatie van 6 volt was vervangen door een van 12 volt. Alle modellen hadden een startmotor, hoewel ook nog een kickstarter was gemonteerd. Ook uiterlijk zag het motorblok er moderner uit. Met name de luchtfilterkast die helemaal geïntegreerd was in het motorblok, in tegenstelling tot de eerder toegepaste losse luchtfilterhuizen op de versnellingsbak. Alle krukassen maakten slagen van 70,6 mm, waardoor verschillen in cilinderinhoud alleen door wisselende boringen verkregen werden. Hier zou BMW bij de luchtgekoelde boxers aan vasthouden tot in 1996, toen de R 100 R Mystic uit productie ging. Dankzij de verbeterde stuureigenschappen kon met name het topmodel R 75/5 meekomen met sterkere concurrenten zoals de Honda CB 750 Four. Die leverde weliswaar 67 pk (de R 75/5 “slechts” 50), maar was ook 40 kg zwaarder dan de R 75/5.

#### Cosmetische vernieuwingen
Ontwerptechnisch was de serie een sprong vooruit. De motorfietsen waren dan ook helemaal nieuw ontwikkeld. Er was volop gebruikgemaakt van chroom en kleur. De uitlaten waren licht omhooggebogen en droegen zo bij aan het moderne uiterlijk. De zweefzadels waren voorgoed afgezworen. Bovendien waren de machines zo mogelijk nog degelijker en betrouwbaarder dan hun voorgangers. Er werden voor duplextrommelremmen en achter simplexremmen toegepast. Heel modern waren de H-4 halogeenlampen.

### 1973: /6-serie
Vlak ná de introductie van de /5-serie vonden er enorme ontwikkelingen in de motorwereld plaats, in gang gezet door het verschijnen van de Honda CB 750 Four. Deze moderne viercilinder met schijfremmen en een vermogen van 67 pk deed de motorwereld op haar grondvesten schudden. De net op tijd gelanceerde R 75/5 kon, mede dankzij zijn lage gewicht en goede frame redelijk meekomen, en BMW had nog altijd haar spreekwoordelijke betrouwbaarheid en degelijkheid die veel klanten aantrokken. Dat was zelfs nog versterkt door de /5-serie. Maar de ontwikkelingen gingen duidelijk in de richting van meer vermogen. Daarom hadden ook veel concurrenten zich gericht op zwaardere, snelle motorfietsen. De /6-serie werd in 1973 op de markt gebracht. De R 50/5, te duur en te traag om de jeugd aan te spreken, kreeg geen opvolger. De R 60/5 en R 75/5 kregen die wel, maar het gamma werd naar boven uitgebreid met twee 900cc-modellen: de toermotor R 90/6 en de sportmotor R 90 S.

#### Technische vernieuwingen

##### Rijwielgedeelte
De technische veranderingen bestonden uit een vijfversnellingsbak en schijfremmen in het voorwiel van de 750- en 900cc-modellen. De schijfremmen werden uiteraard hydraulisch bediend, maar de hoofdremcilinder zat onder de tank en werd met bowdenkabels vanaf het stuur geactiveerd.

##### Motor
BMW hield vast aan de krukassen met 70,6mm-slag, maar de krukassen werden wel veranderd: door de toepassing van zwaardere metalen in de krukaswangen konden deze een kleinere diameter krijgen, waardoor de demontage en montage eenvoudiger werden. Dat was met name voor de 900cc-versies van belang. Proeven met carters van de /5-serie hadden uitgewezen dat deze de krachten op de cilinders niet konden weerstaan. Omdat de grote uitsparingen in de carters, nodig voor de uitbouw van de krukas, nu konden vervallen, waren deze sterk genoeg geworden.

## 1976: /7-serie
In eerste instantie bestond deze serie in 1976 uit 5 modellen: de R 60/7, de R 75/7, de R 100/7, de R 100 S en de R 100 RS. De R 100 RS had geen voorganger. Het was het nieuwe topmodel van BMW, en de eerste motorfiets ter wereld die af fabriek met een stroomlijnkuip geleverd werd.

### Technische vernieuwingen

#### Rijwielgedeelte
Alle modellen waren uitgerust met minstens één remschijf vóór en een trommelrem achter. De serie werd in eerste instantie geleverd met spaakwielen maar al snel waren gietwielen leverbaar. De rijder had een in drie standen instelbare stuurdemper tot zijn beschikking, die tijdens het rijden middels een draaiknop recht boven het balhoofd versteld kon worden. Het frame was ten opzichte van dat van de /6-serie verstevigd. Dat betekende een kleine verbetering van de stuurkwaliteiten, maar het had beter gekund. De /7-serie stuurde zeker strakker dan de Japanse concurrentie uit die tijd, maar kon aan de Italiaanse framebouwers niet tippen. Met name Moto Guzzi en Ducati waren meesters op dit gebied.

#### Motor
Motorische vernieuwingen waren er met de komst van de /7-serie niet te melden, met uitzondering van de opnieuw licht opgeboorde blokken, waardoor de 900cc-modellen op 980 cc werden gebracht. Bovendien werden meer Constant Vacuüm carburateurs toegepast. Uiterlijk vielen de rechthoekige kleppendeksels op, die bij de zwaardere modellen zwart gespoten waren voor een betere warmteafvoer. Er zijn echter veel kopers geweest die deze kleppendeksels vervangen hebben door oudere, rondere exemplaren, vanwege het klassieke uiterlijk.

#### Uitrusting
De R 100 S was de opvolger van de R 90 S, en zag er identiek uit, compleet met de stuurkuip, maar werd in andere kleuren geleverd. De /7-serie was zeer compleet uitgevoerd. De tankdop was in de tank verzonken en afsluitbaar, er was een uitgebreide set boordgereedschap aan boord, een bandenplakset, een aan het achterframe bevestigde fietspomp en vanaf 1977 zelfs een kabelslot, verstopt in de bovenste, centrale framebuis. Ook de gebruikershandleiding en het onderhoudsboekje vonden een plaats onder de buddyseat. Een simpele maar doeltreffende vorm van cruisecontrol was het klemschroefje waarmee het gashandvat werd "afgeremd". Men kon het gas gewoon open en dicht draaien, maar het bleef bij loslaten gewoon vast staan. In de eerste jaren vonden wat kleine wijzigingen plaats, waarvan de belangrijkste misschien wel was bij een aantal modellen het vervangen van de achterrem (de trommelrem door een schijfrem). De chokehendel zat op de luchtfilterkap onder de tank, waardoor er een zeer korte kabel naar de carburateurs nodig was, alle andere kabels en leidingen vonden een plaats onder de zadeltank. Alles was echter snel bereikbaar omdat de tank zonder gereedschap verwijderd kon worden.

### R 60/7
Als opvolger van de R 60/6 had de /7 veel met zijn voorganger gemeen. Er was een schijfrem in het voorwiel gemonteerd, iets dat veel R 60/6 eigenaars zelf al hadden laten doen. De machine had ook nog steeds Bing dwarsstroomcarburateurs en leverde hetzelfde vermogen (40 pk) als zijn voorganger. Ondank het feit dat BMW steeds zwaardere motoren ging produceren, en de R 75/7 al in 1977 verving, bleef de R 60/7 tot 1982 in productie. Deze doorlopende productie was waarschijnlijk alleen bedoeld voor politiekorpsen, want al in 1978 was de geheel nieuwe R 65 op de markt verschenen.

### R 75/7
De R 75/7 was vrijwel identiek aan zijn voorganger R 75/6. Uiteraard kreeg de machine, zoals de hele /7-serie, vijf versnellingen, en de chroomplaten langs de tank verdwenen. De machine had Bing constant vacuüm carburateurs en één schijfrem in het voorwiel, die veelal door klanten aangevuld werden met een tweede schijf. De R 75/7 werd in 1977 vervangen door de R 80/7, maar bleef nog tot 1979 in productie voor politiekorpsen.

### R 100/7
Door de 70,6mm-slagmotor nog iets verder op te boren tot 94 mm kwam de R 90/6 op een cilinderinhoud van 980 cc. De machine kreeg één schijfrem vóór en Bing CV-carburateurs. Als toermodel leverde deze motorfiets wel iets minder vermogen dan zijn sportieve broers: 60 pk was niet meer dan de R 90/6 leverde. In 1977 kreeg de R 100/7 standaard twee schijfremmen vóór. De machine ging in 1980 uit productie, maar de iets gewijzigde R 100 T vulde al in 1978 het programma aan. Beiden werden in 1980 opgevolgd door de R 100.

### R 100 S
Deze opvolger van de R 90 S zag er identiek uit, compleet met de stuurkuip, maar werd in andere kleuren geleverd. Motorisch was hij vrijwel gelijk aan de R 100/7, maar hij leverde iets meer vermogen: 65 pk, dankzij een iets hogere compressieverhouding. Het was een meer sportieve machine dan de R 100 RS, omdat hij - door het ontbreken van de stroomlijnkuip - lichter en wendbaarder was. Er waren twee schijfremmen in het voorwiel gemonteerd en de motor had twee Bing CV carburateurs. In 1977 werd het klokje vervangen door een kwartsklokje. De R 100 S werd in 1980 opgevolgd door de vrijwel identieke, maar iets sterkere R 100 CS.

### R 100 S Airline
Al in februari 1979 viel het besluit een viercilinder (de latere K 100) te ontwikkelen. Op het gebied van toermotoren kon BMW nog wel meekomen, maar het "sportmodel" R 100 S sloeg niet erg aan. Tot de viercilinder klaar was, wilde BMW zijn sportieve imago al opvijzelen. De R 100 S werd geleverd in donkerrood (Rotmetallic nummer 531) en de "two tone" kleur donkerrood overgaand in zeer donkerblauw (Donkelrotmetallic nummer 552 en Colorshade nummer 089). Beide uitvoeringen waren goudgebiesd. Vooral de overgaande kleuren waren duur voor BMW en er werd naar een goedkopere, maar sportieve kleurstelling gezocht. Men vond de kunstenaar Walter Maurer, die al eerder samen met Alexander Calder de BMW Art Car "No. 93" had ontworpen. Het ontwerp en de verkoop gingen zo snel, dat de machine nooit in de catalogi van BMW terechtkwam. Waarschijnlijk werden er ca. 400 geproduceerd. De R 100 S Airline was zilvergrijs (vermoedelijk Stratossilbermetallic nummer 161) gespoten en voorzien van brede biezen in drie kleuren blauw, die als sticker waren aangebracht. Ook het achterspatbord, dat bij de hele /7-serie zwart was, was bij de Airline zilvergrijs. De kleppendeksels en de cardanaandrijving waren gepolijst. Technisch waren er geen verschillen met de R 100 S. De Airline werd geleverd in 1979 en 1980.

### R 100 RS

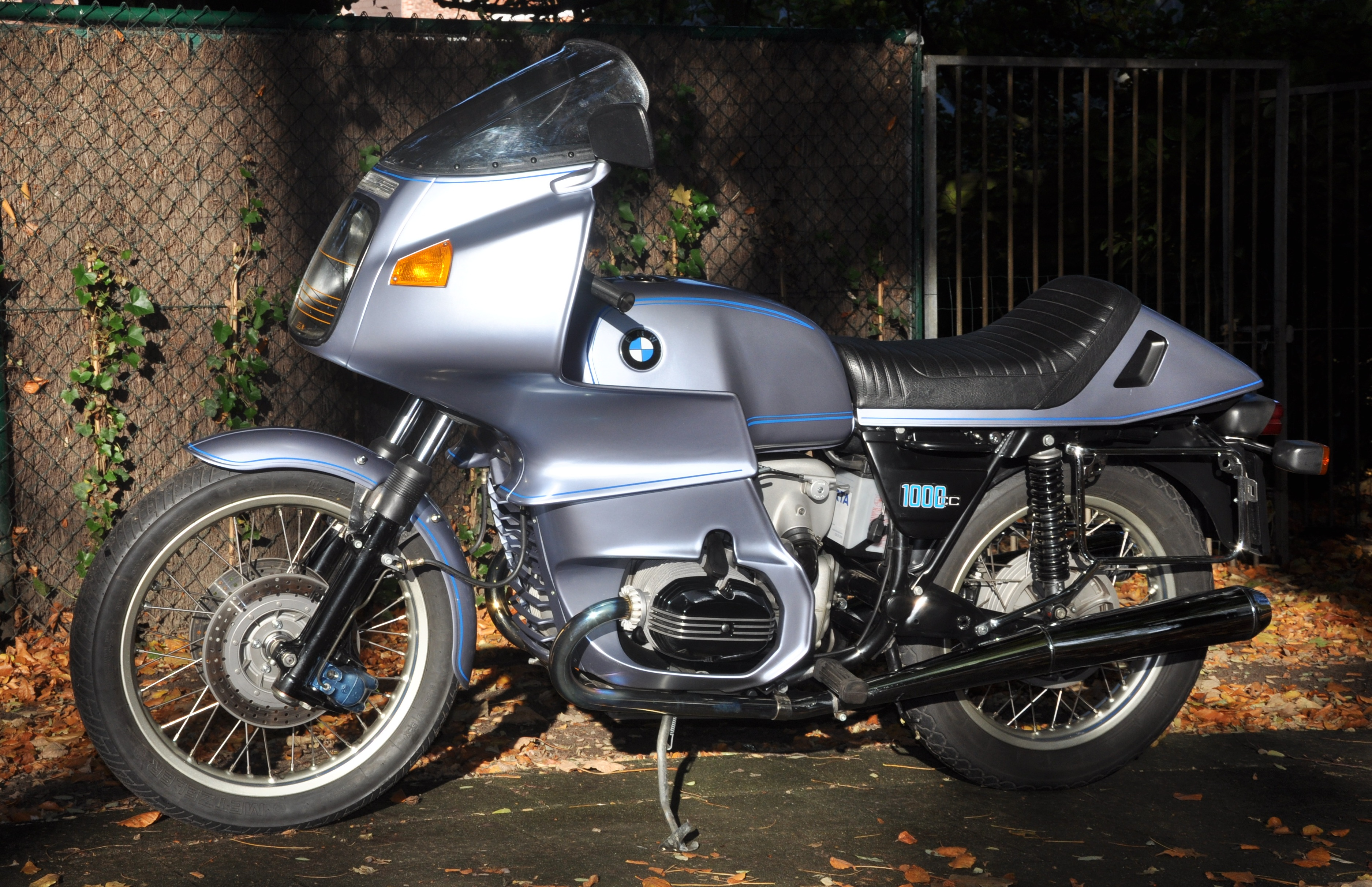
BMW R100RS, eerste versie met spaakwielen, trommelrem achter en eenpersoons sportzadel

De R 100 RS, had geen voorganger, omdat het de eerste motorfiets ter wereld was die af fabriek met een stroomlijnkuip geleverd werd. Ze was ontworpen door Hans Muth. Hij valt in de categorie sportieve toermachines (sporttoerers). Ondanks het sportieve uiterlijk ("RS stond dan ook voor "ReiseSport") is de BMW R 100 RS nog steeds een comfortabele reismachine, zowel voor rijder als passagier. Vooral de stroomlijnkuip baarde veel opzien. Niet alleen omdat BMW de eerste was die zoiets leverde, het was ook duidelijk dat er veel aandacht aan besteed was. Het ontwerp was uitermate modern, en omdat de kuip speciaal voor deze motor gemaakt was, was deze ook slank uitgevoerd. De onderkuip was in eerste instantie nog voorzien van lamellen voor een betere koeling, maar werd later, toen de motor een oliekoeler kreeg, dicht gemaakt. Deze onderkuip kon eenvoudig verwijderd worden om een sportiever uiterlijk te verkrijgen. De bovenkuip, waar ook de spiegels op gemonteerd waren, bood plaats aan een snelheidsmeter met kilometerteller, een toerenteller, een voltmeter en een klokje (in 1977 vervangen door een kwartsklokje). Bovendien was er al een controlelampje om te waarschuwen voor versleten remblokken. Dit controlelampje werkte op het (dalende) niveau van de remvloeistof. In het remvloeistofreservoir was daarvoor een vlotter aangebracht. De bovenkuip was verbreed om plaats te maken voor het sportstuurtje, de onderkuip juist versmald om de cilinders van de nodige luchtkoeling te voorzien. De kuip was gemaakt van dikwandig polyester en had een polycarbonaat ruitje, dat overigens vaak door een wat hoger exemplaar vervangen werd. De gaten waarin de voorvork moest draaien waren afgedicht met flexible rubber hoezen, waardoor er absolute windbescherming ontstond. Een nadeel was wel dat er mede hierdoor een onderdruk achter de kuip kon ontstaan, waardoor bijvoorbeeld een sjaaltje naar voren waaide. Ook de motorwarmte en het geluid bleven achter de kuip "hangen". Te veel warmte kon in de zomer worden opgelost door de onderkuip te verwijderen, in de winter werd het juist bij hogere snelheden behaaglijk warm achter de kuip. Vooral met de optionele Krauser kofferset en de BMW-tanktas was (en is) de R 100 RS een echte pakezel.
De afwerking van de R 100 RS stond op een hoog peil. BMW's waren altijd al "netjes" afgewerkt voor wat betreft kabels en leidingen, maar de kuip van de R 100 RS verborg alles natuurlijk nog veel beter. Toch lag het niet alleen aan de kuip. Het stuurtje was afgedekt door een kunststof kapje, waarachter de remleidingen en kabels grotendeels verdwenen. Bovendien waren de voorste remleidingen niet rechtstreeks naar de remklauwen geleid. Vaste leidingen liepen van de hoofdremcilinder naar de kuip, waarna de flexibele leidingen (nodig om veren en sturen mogelijk te maken) naar de voorvork liepen. Daarna volgden weer vaste remleidingen naar de remklauwen. Door toepassing van zo weinig mogelijk rubber leidingen wordt de remdruk beter. Overigens was de motor aanvankelijk (vanwege Duitse verzekeringskwesties) met een eenpersoonszadel uitgevoerd, maar dat werd al snel een tweepersoons exemplaar (identiek aan dat van de R 90 S).
Met de komst van de BMW K100 in 1983 zou er in eerste instantie een einde komen aan de productie van boxermotoren. BMW had mogelijk onderkend dat het boxermodel in zijn toenmalige vorm aan het eind van zijn krachten was. Zeker is dat de machine niet meer aan de moderne keuringseisen kon voldoen. De 72 pk sterke R 100 RS kon ook niet meer opboksen tegen modellen van andere merken, en met de komst van de K 100 in (zeker de K 100 RS, de gedoodverfde opvolger), zag men het nut er niet meer van in. De K-serie bestond immers uit veel sterkere (95 pk) vloeistofgekoelde viercilinders. Maar de klanten protesteerden hevig en daarop besloot men de R 100-serie, inclusief de RS weer in productie te nemen, echter in een geknepen versie (60 pk). Feitelijk was de "nieuwe" R 100 RS Mono een grotere uitvoering van de R 80, een geheel herziene versie van de R 75/7. Men kon hier dus spreken van een heel nieuw motorblok, dat ook geschikt was voor het gebruik van loodvrije benzine. Toen in 1993 de nieuwe R 1100-boxerserie op de markt kwam, viel het doek voor de R 100 RS. Hij werd opgevolgd door de BMW R 1100 RS.

## Modificaties en aanvullende modellen

### Modificaties
In 1977 werd de hele serie herzien, waarbij kleine modificaties werden aangebracht:
- De versnellingspook scharnierde om de voetsteun, waardoor er minder kracht voor het schakelen nodig was en het schakelen nauwkeuriger zou gaan. Deze wijziging is later door veel klanten "teruggedraaid" omdat het uitgebreide mechanisme met kniestukjes en scharnieren nogal veel speling ging vertonen.
- De mechanische toerentellers werden vervangen door elektromagnetische exemplaren met groene wijzerplaten en gedempte, witte naalden.
- De kunststof afdekplaat die op het stuur van de R 100 RS zat, werd nu op alle modellen toegepast
- Alle modellen kregen een EHBO setje onder de buddyseat
- BMW presenteerde als eerste motorfietsfabrikant ter wereld het eensleutelsysteem op de markt: één sleutel bediende het contactslot, tankslot, stuurslot en het buddyseatslot.
- De R 100/7 kreeg een tweede schijfrem in het voorwiel
- De R 100 RS werd geleverd in de kleur goud-metallic
- De clignoteur kreeg een waarschuwingszoemertje (dat door veel klanten als storend werd ervaren en dus vaak werd losgekoppeld)
- De R 100 S en R 100 RS kregen een kwartsklokje in de kuip
- De R 100 S en R 100 RS kregen een kabelslot, dat werd geplaatst in de bovenste centrale framebuis
- De R 100 RS kreeg gietwielen en een schijfrem in het achterwiel

### R 80/7
Al in 1977 werd de "opvolger" van de R 75/7 op de markt gebracht: de R 80/7. Door de boring te vergroten naar 84,8 mm kwam de cilinderinhoud op 797,5 cc. Behalve de grotere cilinderinhoud was er niet veel veranderd. De machine leverde 55 pk, maar op verzoek kon ook nog een lagere compressieverhouding geleverd worden voor het gebruik van normale benzine. Deze leverde dan slechts 50 pk, zoals de R 75/7 ook al deed. In 1980 ging de R 80/7 officieel uit productie, maar de machine werd op verzoek nog tot 1984 gebouwd voor politiekorpsen. Als gevolg hiervan besloot de Nederlandse importeur Greenib in 1981 tot de ombouw van een aantal R 81 G/S-en tot toermotor.

### R 45
Zie: BMW R 45

### R 65
Zie: BMW R 65

### R 65 RT
Zie: BMW R 65

### R 100 T
De BMW R 100 T werd in 1978 gepresenteerd en vulde het gamma aan zonder de R 100/7 te vervangen. Toch waren er ten opzichte van de R 100/7 wel wijzigingen. Net als de R 100 RS had de "T" twee remschijven in het voorwiel, gietwielen en de modernere polyester buddyseat die ook de R 100 S en RS hadden. De R 100/7 had nog een simpeler zadel met een verchroomde handgreep voor de duopassagier. Verder werden er weer vlottere kleuren toegepast, waaronder two-tone lak voor de tank. De machine leverde iets meer koppel en had ook een hogere topsnelheid dan de R 100/7. Samen met de R 100/7 werd de R 100 T in 1980 opgevolgd door de R 100.

### R 100 RT
Na de R 100 RS, de eerste motorfiets die vanaf de fabriek met een stroomlijnkuip werd geleverd, bracht BMW in 1978 een meer toeristisch model op de markt. Hoewel de R 100 RT in grote lijnen identiek was aan de R 100 RS, was de bovenkuip breder uitgevoerd en uitgebreid met een grote, verstelbare toerruit. Opnieuw bleek dat men niet over één nacht ijs was gegaan. Het feit dat de ruit verstelbaar was, betekende een nieuwe wereldprimeur voor het merk. Een grote toerruit veroorzaakt altijd turbulentie rond de helm en zelfs achter de rug van de bestuurder, die afhankelijk van het postuur van de berijder meer of minder hinderlijk is. Dat had men in de windtunnel ook ontdekt, en bovendien bleek er ook een grote onderdruk achter de kuip te ontstaan. Beide problemen deden zich bij de R 100 RS ook voor, maar in mindere mate. Door de ruit verstelbaar te maken, kon de klant de hoogte aanpassen aan zijn eigen postuur. Bovendien werden er aan de zijkanten van de kuip kleine klepjes gemaakt, die tijdens het rijden geopend of gesloten konden worden, en waardoor lucht achter de kuip kon stromen om de onderdruk op te heffen. De R 100 RT kwam uit in zeer gedistingeerde kleuren: De bovenkuip was donkerbruin met rode biezen, de onderkuip, zijdeksels en de buddyseat waren in crèmewit uitgevoerd. Later werden kleuren gebruikt als bordeauxrood en metallic donkergroen, die steeds naar zwart overliepen, vergelijkbaar met de two-tone kleuren van de R 90 S.

### R 100 CS
De R 100 CS (Classic Sport) volgde in 1980 de R 100 S op. In feite waren er maar weinig verschillen. De CS leverde wel 5 pk meer vermogen. Men zou dus kunnen zeggen dat de (70 pk-)motor van de R 100 RS was overgenomen. De R 100 CS bleef tot in 1984 in productie. Er werden 4.038 exemplaren geproduceerd.

### R 80 G/S
Zie: BMW R 80 G/S

### R 100
De ouderwets ogende R 100/7 was al in 1978 aangevuld met de R 100 T, die er wat moderner uitzag, iets meer vermogen leverde en ook vlottere kleuren mee kreeg. In 1980 werden beide modellen vervangen door de R 100. Deze kreeg een 67pk-motor mee, maar verder werd er ten opzichte van de R 100 T niet veel gewijzigd. Toen eind 1983 de K 100-viercilinder op de markt kwam, viel het doek voor de R 100. Jaren later, in 1991, toen BMW op aandringen van klanten en dealers de "oude" boxers weer in productie nam, kwam het model in de vorm van de R 100 R, maar als directe opvolger geldt de K 100. Van de R 100 werden tussen 1980 en 1984 10.111 stuks geproduceerd.

### R 65 LS
Zie: BMW R 65 LS

### R 80 Greenib
In 1980 was de R 80 uit productie genomen, maar veel BMW klanten vroegen er toch naar. De alternatieven waren de R 100, die men te duur vond, de R 65, die bij dezelfde snelheden veel meer toeren moest maken, en de R 80 G/S, die te opvallend van kleur was en op grovere banden stond. De Nederlandse importeur Greenib besloot op basis van de R 80 G/S een toermodel te bouwen. Deze kreeg een kleinere voorvelg (19”), wegbanden, het voorspatbord van de R 65 en een stabilisatorbeugel tussen de vorkpoten. De koplamp werd drie centimeter lager geplaatst, het brede stuur aan weerskanten 1,5 cm ingekort en de stalen voetsteunen werden voorzien van rubbers. De (oorspronkelijk rode) buddyseat kreeg een zwarte overtrek, De tank en zijdeksels werden rood metallic gespoten. De enkelzijdige wielophanging bleef, technisch was het verder gewoon een R 80 G/S, met een enkele remschijf vóór, en een trommelrem achter. Alle machines kregen een startmotor, die op de G/S als extra leverbaar was. Dit was uiteraard geen officieel BMW product, alle motorfietsen werden in eigen huis omgebouwd. Desondanks was de motorfiets niet veel duurder geworden. De R 80 G/S kostte fl. 10.838,=, de ombouwversie slechts fl 10.999,=. BMW heeft echter heel goed naar deze motorfiets gekeken, want de in 1982 geïntroduceerde R 80 ST is vrijwel identiek.

### R 80 RT
De BMW R 80 RT kwam in 1982 in beeld. In feite was dit gewoon een R 100 RT-rijwielgedeelte met een 800cc-motorblok uit de R 80/7. Soms werd zelfs een instructieboekje van de R 100 RT meegeleverd, omdat, behalve de cilinderboring en de diameter van de carburateurs, de machines identiek waren. De R 80 RT moest natuurlijk wel goedkoper worden dan de R 100 RT, (mede) daarom werd de machine niet in two-tonekleuren geleverd. Verder waren de kleppendeksels niet gespoten, de valbeugels moesten extra besteld worden, net als het klokje en de voltmeter en het rek voor de kofferset. Tussen 1982 en 1984 werden 7.315 exemplaren geproduceerd. Hierna verscheen het nieuwe monolevermodel (R 80 RT Mono).

### R 80 ST
De R 80 ST uit 1982 mag misschien wel een Nederlandse ontwikkeling genoemd worden. Nadat de R 80/7 in 1980 niet meer voor het publiek te koop was (wel voor politiekorpsen), bouwde de Nederlandse importeur Greenib een aantal R 80 G/S machines om tot toermotorfiets, die simpelweg R 80 genoemd werden (zie hiervoor R 80 Greenib). Deze werd in 1981 uitgebracht. De officiële R 80 ST was vrijwel identiek aan deze machine. Er was eveneens een G/S motor gebruikt, een 19" voorwiel en de telescoopvork was iets ingekort, maar toch nog lang genoeg om wat extra grondspeling te waarborgen. Dankzij de afstamming van de G/S was deze motorfiets erg licht (180 kg droog gewicht, 195 kg volgetankt) en wendbaar. Zelfs de spaakwielen waren overgenomen.

### R 80
Nadat eind 1983 de BMW K 100 was geïntroduceerd, werden de 1000cc-boxermodellen in eerste instantie uit productie genomen, maar de R 80 ST kreeg een opvolger in de vorm van de R 80. Het motorblok, dat al in de R 80 G/S was gebruikt, werd overgenomen, hoewel licht verbeterd. Van de K 100 werden de voorvork, de remmen en de wielen overgenomen. Uiteraard bleef de monoleverachtervering behouden. De buddyseat, het kontje en de zijdeksels werden gemoderniseerd. De 800cc-BMW's waren nog steeds populair, mede doordat veel klanten graag boxermotoren wilden, en de R 80 het zwaarste model met deze motor was geworden. Daardoor bleef hij ook tot 1995 in productie en werden er 13.815 stuks gebouwd.

### R 80 Troika Studiemodel
In 1983 werd een zijspancombinatie gepresenteerd, die weliswaar gebaseerd was op een BMW R 80, maar duidelijk geproduceerd was door de Nederlandse zijspanfabrikant EML Engineering uit Neede. Het betrof een studiemodel, waarmee BMW de interesse van de kopers wilde peilen. Daarna zou het model via het normale BMW dealernetwerk verkocht kunnen worden. Voor beide bedrijven zou dit een voordeel zijn geweest, maar ook voor de klanten. Wie zijn BMW liet ombouwen tot zijspancombinatie was veel geld kwijt aan deze ombouw, maar hield daarna ook nog een compleet frame en een voorvork over, omdat EML deze onderdelen verving door eigen exemplaren. Maar de Troika werd geen succes. Dat kan te maken hebben gehad met het feit dat zijspanrijden steeds minder populair werd, maar ook dat de Troika een vrij klein, eenpersoonszijspan had, en verder geen keuze bood.

### R 80 RT Mono
Op basis van de nieuwe R 80 werd ook de R 80 RT herzien, met dezelfde wijzigingen (zadel, wielen, voorvork, zijdeksels) als de R 80. De originele R 80 RT had nog geen monoleverachtervering, maar die werd op dit model wél toegepast. Omdat de R 100 RT uit het programma was geschrapt, werd de R 80 RT zeer populair. Er werden liefst 22.069 exemplaren verkocht tussen 1984 en 1995. De beoogde opvolger was de K 75 RT, maar als boxermotor werd dat de R 850 RT die in 1996 op de markt kwam.

### R 65 Mono
Zie: BMW R 65

## Technische gegevens
| Periode             | 1976–1982                              | 1976–1979                              | 1976–1980                              | 1976–1980                              | 1976–1984                              | 1977–1984                              | 1978–1980                              | 1978–1984                              | 1980–1984                              | 1980–1984                              | 1981                                   | 1982–1984                              | 1982–1984                              | 1984–1992                              | 1984–1995                              |                                        |                                        |
| Productieaantal     | 11.163                                 | 6.264                                  | 12.029                                 | 9.657                                  | 33.648                                 | 18.522                                 | 5.463                                  | 18.015                                 | 4.038                                  | 10.111                                 | onbekend                               | 7.315                                  | 5.963                                  | 13.815                                 | 22.069                                 |                                        |                                        |
| Categorie           | toermotor                              | toermotor                              | toermotor                              | sportmotor                             | sporttoerer                            | toermotor                              | toermotor                              | toermotor                              | sportmotor                             | toermotor                              | toermotor                              | toermotor                              | toermotor                              | toermotor                              | toermotor                              |                                        |                                        |
| Motortype           | kopklepmotor                           | kopklepmotor                           | kopklepmotor                           | kopklepmotor                           | kopklepmotor                           | kopklepmotor                           | kopklepmotor                           | kopklepmotor                           | kopklepmotor                           | kopklepmotor                           | kopklepmotor                           | kopklepmotor                           | kopklepmotor                           | kopklepmotor                           | kopklepmotor                           | kopklepmotor                           | kopklepmotor                           |
| Bouwwijze           | langsgeplaatste tweecilinderboxermotor | langsgeplaatste tweecilinderboxermotor | langsgeplaatste tweecilinderboxermotor | langsgeplaatste tweecilinderboxermotor | langsgeplaatste tweecilinderboxermotor | langsgeplaatste tweecilinderboxermotor | langsgeplaatste tweecilinderboxermotor | langsgeplaatste tweecilinderboxermotor | langsgeplaatste tweecilinderboxermotor | langsgeplaatste tweecilinderboxermotor | langsgeplaatste tweecilinderboxermotor | langsgeplaatste tweecilinderboxermotor | langsgeplaatste tweecilinderboxermotor | langsgeplaatste tweecilinderboxermotor | langsgeplaatste tweecilinderboxermotor | langsgeplaatste tweecilinderboxermotor | langsgeplaatste tweecilinderboxermotor |
| Boring              | 73,5 mm                                | 82 mm                                  | 94 mm                                  | 94 mm                                  | 94 mm                                  | 84,8 mm                                | 94 mm                                  | 94 mm                                  | 94 mm                                  | 94 mm                                  | 84,8 mm                                | 84,8 mm                                | 84,8 mm                                | 84,8 mm                                | 84,8 mm                                |                                        |                                        |
| Slag                | 70,6 mm                                | 70,6 mm                                | 70,6 mm                                | 70,6 mm                                | 70,6 mm                                | 70,6 mm                                | 70,6 mm                                | 70,6 mm                                | 70,6 mm                                | 70,6 mm                                | 70,6 mm                                | 70,6 mm                                | 70,6 mm                                | 70,6 mm                                | 70,6 mm                                | 70,6 mm                                | 70,6 mm                                |
| Cilinderinhoud      | 599 cc                                 | 749 cc                                 | 980 cc                                 | 980 cc                                 | 980 cc                                 | 797,5 cc                               | 980 cc                                 | 980 cc                                 | 980 cc                                 | 980 cc                                 | 797,5 cc                               | 797,5 cc                               | 797,5 cc                               | 797,5 cc                               | 797,5 cc                               |                                        |                                        |
| Max. vermogen       | 30 kW 40 pk                            | 37 kW 50 pk                            | 44 kW 60 pk                            | 48 kW 65 pk                            | 51 kW 70 pk                            | 40,5 kW 55 pk                          | 48 kW 65 pk                            | 51 kW 70 pk                            | 51 kW 70 pk                            | 49 kW 67 pk                            | 37 kW 50 pk                            | 37 kW 50 pk                            | 37 kW 50 pk                            | 37 kW 50 pk                            | 37 kW 50 pk                            |                                        |                                        |
| Max. koppel         | 48 Nm                                  | 59 Nm                                  | 73,5 Nm                                | 75 Nm                                  | 76 Nm                                  | 64 Nm                                  | 77 Nm                                  | 77 Nm                                  | 76 Nm                                  | 72 Nm                                  | 56,7 Nm                                | 59 Nm                                  | 56,7 Nm                                | 58 Nm                                  | 58 Nm                                  |                                        |                                        |
| Topsnelheid in km/h | 167                                    | 177                                    | 188                                    | 200                                    | 200                                    | 180                                    | 195                                    | 195                                    | 200                                    | 195                                    | onbekend                               | 161                                    | 174                                    | 178                                    | 170                                    |                                        |                                        |
| Aandrijving         | cardanas                               | cardanas                               | cardanas                               | cardanas                               | cardanas                               | cardanas                               | cardanas                               | cardanas                               | cardanas                               | cardanas                               | cardanas                               | cardanas                               | cardanas                               | cardanas                               | cardanas                               | cardanas                               | cardanas                               |
| Rijwielgedeelte     | dubbel wiegframe, buisframe            | dubbel wiegframe, buisframe            | dubbel wiegframe, buisframe            | dubbel wiegframe, buisframe            | dubbel wiegframe, buisframe            | dubbel wiegframe, buisframe            | dubbel wiegframe, buisframe            | dubbel wiegframe, buisframe            | dubbel wiegframe, buisframe            | dubbel wiegframe, buisframe            | dubbel wiegframe, buisframe            | dubbel wiegframe, buisframe            | dubbel wiegframe, buisframe            | dubbel wiegframe, buisframe            | dubbel wiegframe, buisframe            | dubbel wiegframe, buisframe            | dubbel wiegframe, buisframe            |
| Leeg gewicht in kg  | 215                                    | 215                                    | 215                                    | 220                                    | 230                                    | 215                                    | 215                                    | 234                                    | 220                                    | 218                                    | onbekend                               | 235                                    | 198                                    | 210                                    | 227                                    |                                        |                                        |
| Tankinhoud          | 24 liter                               | 24 liter                               | 24 liter                               | 24 liter                               | 24 liter                               | 24 liter                               | 24 liter                               | 24 liter                               | 24 liter                               | 24 liter                               | 19 liter                               | 19 liter                               | 19 liter                               | 22 liter                               | 22 liter                               |                                        |                                        |
| Voorganger          | R 60/6                                 | R 75/6                                 | R 90/6                                 | R 90 S                                 | geen                                   | R 75/7                                 | R 100/7                                | geen                                   | R 100 S                                | R 100/7, R 100 T                       | geen                                   | geen                                   | R 80 Greenib (?)                       | R 80 ST                                | R 80 RT                                |                                        |                                        |
| Opvolger(s)         | R 65                                   | R 80/7                                 | R 100                                  | R 100 CS                               | K 100 RS R 100 RS Mono                 | R 80                                   | R 100                                  | K 100 RT R 100 RT Mono                 | R 1100 S                               | K 100 R 100 Classic R 100 R            | R 80 ST (?)                            | R 80 RT Mono                           | R 80                                   | R 80 R                                 | K 75 RT R 850 RT                       |                                        |                                        |